# HD 211096
HD 211096，又名BD+44 4073，SAO 51783、HR 8487，是一颗恒星，视星等为5.53，位于銀經96.12，銀緯-9.07，其B1900.0坐标为赤經22h 9m 42.3s，赤緯+44° -9.07′ 41″。